# Psittacanthus brachypodus
Psittacanthus brachypodus är en tvåhjärtbladig växtart som beskrevs av Kuijt. Psittacanthus brachypodus ingår i släktet Psittacanthus och familjen Loranthaceae. Inga underarter finns listade i Catalogue of Life.